# Delači
Delači su naselje u Hrvatskoj u općini Brod Moravice. Nalaze se u Primorsko-goranskoj županiji.

## Zemljopis
Sjeverozapadno su Pauci i Šepci Podstenski, zapadno su Zahrt i Moravička Sela, istočno su Gornji Kuti, jugozapadno su Čučak i Lokvica, jugoistočno su Brod Moravice i Donja Dobra. Sjeverno je Gornji Šajn.

## Stanovništvo
| broj stanovnika | 75    | 98    | 134   | 144   | 52    | 60    | 54    | 46    | 38    | 56    | 53    | 40    | 33    | 32    | 35    | 15    | 9     |
|                 | 1857. | 1869. | 1880. | 1890. | 1900. | 1910. | 1921. | 1931. | 1948. | 1953. | 1961. | 1971. | 1981. | 1991. | 2001. | 2011. | 2021. |